# ISO 3166-2:ZM
ISO 3166-2:ZM is een ISO-standaard met betrekking tot de zogenaamde geocodes. Het is een subset van de ISO 3166-2 tabel, die specifiek betrekking heeft op Zambia.
De gegevens werden tot op 27 november 2015 geüpdatet op het ISO Online Browsing Platform (OBP). Hier worden 10 provincies - province (en) / province (fr) – gedefinieerd.
Volgens de eerste set, ISO 3166-1, staat ZM voor Zambia, het tweede gedeelte is een tweecijferig nummer (met voorloopnullen).

## Codes
| Code  | Naam          |
| ----- | ------------- |
| ZM-02 | Central       |
| ZM-08 | Copperbelt    |
| ZM-03 | Eastern       |
| ZM-04 | Luapula       |
| ZM-09 | Lusaka        |
| ZM-10 | Muchinga      |
| ZM-06 | North-Western |
| ZM-05 | Northern      |
| ZM-07 | Southern      |
| ZM-01 | Western       |